# تل مسكين

المدن السومرية القديمة في وادي الرافدين

منطقةُ تل مَسكِن وهي منطقة أثرية يعودُ تاريخها إلى ما قبلَ الميلاد، وتقع في قضاء الدجيل بمحافظة صلاح الدين في العراق، وهي ذات شكل بيضوي، وتضمُ معالمَ تأريخية مدفونة منها بيوتٌ لبعضِ الملوكِ القُدامى، فضلاً عن بعض المواقعَ الأثرية الأخرى، لكنها مهملة ولم ينقب عن آثارها من قبل المكتشفين. 